# Lygippulus
Genre
Lygippulus est un genre d'opilions laniatores de la famille des Assamiidae.

## Distribution
Les espèces de ce genre se rencontrent au Mozambique, en Tanzanie et au Congo-Kinshasa.

## Liste des espèces
Selon World Catalogue of Opiliones (10/06/2021) :
- Lygippulus major Roewer, 1954
- Lygippulus nigrescens Roewer, 1961
- Lygippulus parvulus Roewer, 1954
- Lygippulus scaber Roewer, 1954
- Lygippulus setipes Roewer, 1961

## Publication originale
- Roewer, 1954 : « Einige neue Opilioniden Laniatoren und Solifugae. » Abhandlungen der Naturwissenschaftlichen Verein zu Bremen, vol. 33, no 3, p. 377–384.